# Narnia (musikgrupp)
Narnia är en svensk kristen hårdrocksgrupp. Namnet är taget från C.S. Lewis böcker om fantasilandet Narnia.

## Medlemmar

### Nuvarande medlemmar
- Carl Johan Grimmark (aka CJ Grimmark) – gitarr, basgitarr, keyboard, programmering (1996–2010, 2014– )
- Christian Rivel-Liljegren – sång (1996–2008, 2014– )
- Anders Köllerfors trummor (2022-)
- Martin Härenstam (tidigare Claesson) – keyboard (1997–2003, 2010, 2014– )
- Jonatan Samuelsson – basgitarr (Vikarie för Passmark under turnén 2016, fast från och med 2017)[1]

### Tidigare medlemmar
- Jakob Persson – basgitarr (1997–2001)
- Fredrik Junhammar – trummor (1997)
- Sonny Larsson – bakgrundssång (1997–2000)
- Linus Kåse – keyboard (1999–2004)
- Andreas Johansson – trummor (1997–2010, 2014–2022)
- Germán Pascual – sång (2008–2010)
- Andreas Passmark (tidigare Olsson) – basgitarr (2001–2010, 2014–2016)[2]

## Diskografi

### Studioalbum
- Awakening (1998)
- Long Live the King (1999)
- Desert Land (2001)
- The Great Fall (2003)
- Enter the Gate (21 april 2006)
- Course of a Generation (2009)
- Narnia (2016)
- From Darkness to Light (2019)
- Ghost Town (2023)

### Singlar
- "Reaching for the Top" (2016)
- "Messengers" (2016)
- "I Still Believe" (2016)
- "A Crack in the Sky" (2019)

### Livealbum
- At Short Notice... Live in Germany (2006)
- We Still Believe - Made in Brazil (2018)

### Samlingsalbum
- Decade of Confession (2007)

### Video
- At Short Notice... ...Live In Germany (DVD) (2004)

### Fotnoter
1. ↑  ”We welcome a new band-member! – Narnia – Official Webpage” (på amerikansk engelska). narniatheband.com. http://narniatheband.com/we-welcome-a-new-band-member/. Läst 6 september 2017.
2. ↑  ”Andreas Passmark leaves the band – Narnia – Official Webpage” (på amerikansk engelska). narniatheband.com. http://narniatheband.com/633-2/. Läst 6 september 2017.